# 차드 코넬
채드 코넬(Chad Connell, 1983년 5월 20일 ~ )은 캐나다의 배우이다.
오타와에서 태어났다.

## 영화
- 곤 투모로우 (2015년)
- 섀도우 헌터스: 뼈의 도시 (2013년) - 람베르트 역
- 화이트 하우스 다운 (2013년)
- 더블 웨딩 (2010년)
- 리스크 (2010년)
- 어벤던 (2002년)
- The Secret Pact (1999)